# نفت داشلاری
نفت داشلاری (به لاتین: Neft Daşları) یک شهرک در جمهوری آذربایجان است که در چال‌آب - نفت داشلاری واقع شده‌است. نفت داشلاری ۲٬۰۰۰ نفر جمعیت دارد.